# 쿡산
쿡 산(Mount Cook)은 해발 3,724미터의 산으로 뉴질랜드의 최고봉이다. 정식 명칭은 아오라키/마운트 쿡(Aoraki / Mount Cook)이다. 통칭 "마운트 쿡"이라고 하며, 한때는 고도가 3,764미터였지만, 1991년 11월 14일 정상이 붕괴되어 10미터 정도 낮아져서 해발 3,754미터로 줄어들었다. 그 이후 산 정상 부근의 두꺼운 얼음 층이 30미터가량 추가로 붕괴되어 2013년 11월 GPS로 새로 측정결과 고도는 이보다 더 낮아진 3,724미터로 나타났다.

## 개요
"아오라키(Aoraki)"는 원주민 마오리족 카이타후 족(Kāi Tahu)이 부르는 말로 마오리어로 "구름 봉우리"라는 뜻이다. "쿡"은 뉴질랜드를 탐험한 영국 해군 장교 제임스 쿡의 이름에서 유래되었다.
첫 등정은 1894년, 뉴질랜드 톰 피페, 잭 클라크, 조지 그레이엄에 의해 이뤄졌다. 아오라키 마운트 쿡은 베테랑 산악인이 아니면 오를 수 없다. 반드시 허가를 가진 산악 가이드를 따라 등정하게 된다.

## 지리
크라이스트처치 등이 포함된 캔터버리 지방의 남단에 위치한다. 아오라키 마운트쿡 국립공원으로 지정되어 있으며, 서던알프스산맥에 늘어서 있다.

## 교통
아오라키 마운트 쿡의 아름다운 모습을 바라볼 수 있는 아오라키 마운트 쿡 마을로 가려면 크라이스트처치, 퀸스타운 사이를 연결하는 국도에서 국도 80호선으로 진입하여, 52 km 떨어진 곳에 위치에 있다.
버스는 뉴만즈 사, 인터시티 사 등이 하루 한 편 운항하며, 공동 운행하는 경우도 있다. 크라이스트처치에서 약 5시간 30분, 퀸스타운에서 약 4시간. 크라이스트처치 - 퀸스타운 사이를 연결하는 버스는 이곳에서 1시간 반 정도 휴식을 한다. 계절 운행 노선이 있으므로 이용 시 확인이 필요하다.